# دونالد هندرسون
دونالد أينسلي هندرسون (بالإنجليزية: Donald Ainslie Henderson)‏ ‏ (7 سبتمبر 1928 - 19 أغسطس 2016) هوَ عالم أوبئة وطبيب ومعلم أمريكي، قضى 10 سنين من حياته في القضاء على الجدري في جميع أنحاء العالم (1967-1977)، كما أنشأ برامج تطعيم دولية للأطفال، وعمل في الفترة ما بين (1977-1990) كعميد لكلية جونز هوبكنز للصحة العامة، كما لعبَ دوراً أساسياً في استثارة إنشاء برامج وطنية للصحة العامة تهدف للتأهب في حالات الهجمات والكوارث البيولوجية، وفي الفترة الأخيرة من حياته عمل بروفيسور وعميد مُتقاعد في مدرسة جونز هوبكنز بلومبرغ للصحة العامة، وبروفيسور في الطب والصحة العامة في جامعة بيتسبرغ، وباحث متميز في مركز جامعة بيتسبرغ الطبي لشؤون الأمن الصحي (UPMC for Health Security).